# Lubumbashi
Lubumbashi ou Lubumbaxe é a capital e a maior cidade da província do Alto Catanga, na República Democrática do Congo. Localiza-se no Sudeste do país, perto da fronteira com a Zâmbia. Tem cerca de 1,13 milhão de habitantes.
Foi fundada em 1910 por belgas, sendo designada de Elisabethville até 1966. Foi a capital do Estado do Catanga durante a época em que a província declarou a independência.

## Geografia
A cidade fica a 1000 metros do nível do mar, entre os rios Cafué e Zambeze, na fronteira com a Zâmbia. Também se localiza ali um divisor de águas da África Austral, sendo que o Rio Kafubu corre para o norte (Lago Mweru), enquanto os rios já citados correm para o sul do continente. Os outros rios que correm na cidade são: Rio Kampemba, Rio Karavya, Rio Lubumbashi, Rio Lwano, Rio Navyundu e Rio Rwashi. O solo é rico em minérios (cobre e cobalto).
Localiza-se perto da fronteira com a Zâmbia e liga-se a várias cidades da Zâmbia.

### Clima
Lubumbashi tem um clima subtropical úmido (de acordo com a classificação climática de Köppen, Cwa), com verões quentes e chuvosos (novembro a março) e invernos agradáveis e secos (abril a outubro), com a maioria das chuvas ocorrendo no verão e início do outono. A precipitação média anual é de 1.238 mm. A média de temperatura é de 20ºC, com a máxima de 38ºC e mínima de 10ºC.

### Demografia e línguas
Embora o francês seja o idioma oficial nacional quinxassa-congolês, coexiste como língua franca na cidade com o bemba.

### Subdivisões
Lubumbashi é dividida em 5 comunas: Annexe, Kamalondo, Kampemba, Katuba,  Kenya,  Lubumbashi e Rwashi.

## História

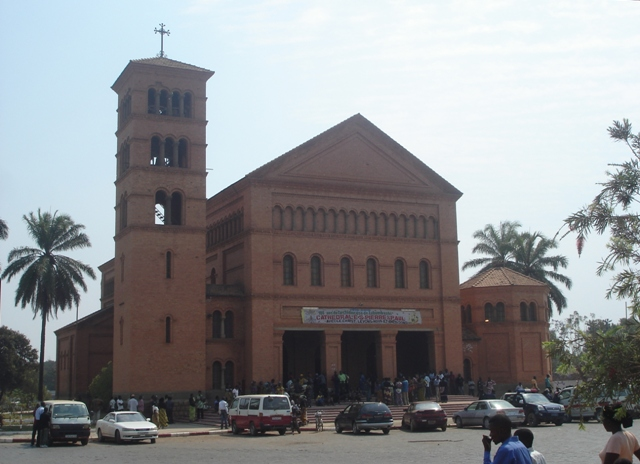
A magnífica Catedral Católica Romana de São Pedro e São Paulo, em setembro de 2010

No século XIX, chegou a existir na área da cidade uma localidade de nome Lubumbashi, de existência efêmera. No início do século XX, quando a colonização belga já planejava se estabelecer na área (1907), a localidade primitiva de Lubumbashi já não mais existia.
Em 1909 foi elaborado o plano urbano para Lubumbashi: um quadrilátero de 20 quilômetros quadrados, coberto por florestas, que foi limpo e nivelado em trabalho braçal. Em 1910 a nova cidade foi fundada pelos belgas com o nome de "Elisabethville", em honra à rainha Isabel da Baviera, esposa do rei  Alberto I. Sua localização era privilegiada, pois se encontrava próxima a mina "Etoile du Congo", e dos fornos da Union Miniére du Haut-Katanga, uma empresa de capitais anglo-belgas.
Em 1916 a empresa semiprivada "Comité Special du Katanga" começou a operar nas minas de Lubumbashi. Na década de 1920 a cidade chegou a ser uma das maiores exploradoras de cobre do mundo. Era a segunda cidade mais importante do Congo Belga, depois da capital, Leopoldville (hoje Quinxassa). Em 1911 foram criadas duas escolas: o Institut Marie-José e o Collège Saint-François de Sales. Em 1928 é feita a abertura da rota de comunicação nacional Elisabethville-Matadi, via Port-Francqui, combinando linhas ferroviárias e navegação fluvial.
No início do século XX houve uma grande migração de europeus para a cidade, a maioria deles belgas, judeus, italianos e britânicos. Na época o centro da cidade era reservado aos europeus, enquanto que a maioria da população congolesa morava na periferia, em uma localidade chamada "Cité Indigene (Quartier Albert)" (hoje Kamalondo). Boa parte das pessoas que moravam nesta localidade também eram imigrantes, porém, eram procedentes da Rodésia do Norte (hoje Zâmbia) e da Ruanda, que na época também era colônia belga. Mais tarde, com o aumento da população, mais três "Cités Indigenes" foram criadas: Kenia, Katuba e Ruashi.
Em 25 de junho de 1941 obtém o status da cidade, recebendo seu primeiro brasão em 20 de dezembro de 1954.
Em 1941 houve uma greve de mineiros, dado que o governo belga, em nome do "esforço de guerra", praticava condições desumanas no serviço das minas. Muitos grevistas foram mortos. Em 1944 houve outra revolta, com o motim da força pública em Luluaburg. Em 1955 foi inaugurada a Universidade de Elisabethville, hoje Universidade de Lubumbashi.
Após a independência da República Democrática do Congo, houve a separação do Estado de Catanga, sob a liderança de Moïse Tshombe com sua capital em Lubumbashi. A Crise do Congo, como foi chamada, foi uma época bastante conturbada, com uma guerra civil para a retomada do território pelas autoridades do governo central, além da contribuição belga para a separação de Catanga. Em 1963 Catanga voltou a fazer parte da República Democrática do Congo, que depois se transformaria em Zaire. Em 1967 Mobutu Sese Seko nacionaliza a Union Miniére du Haut-Katanga, transformando-a na companhia Gécamines.
Durante os distúrbios no Zaire em 1991, Mobutu Sese Seko ordenou uma resposta violenta aos protestos na cidade, enviando a Divisão Especial Presidencial reprimir os tumultos na Universidade de Lubumbashi, operação que resultou na morte de dezenas de estudantes.
Nos combates contra a ditadura de Mobutu Sese Seko, Laurent-Désiré Kabila captura Lubumbashi em 1997, onde se declarou presidente do país quando Mobutu saiu de Quinxassa.

## Economia

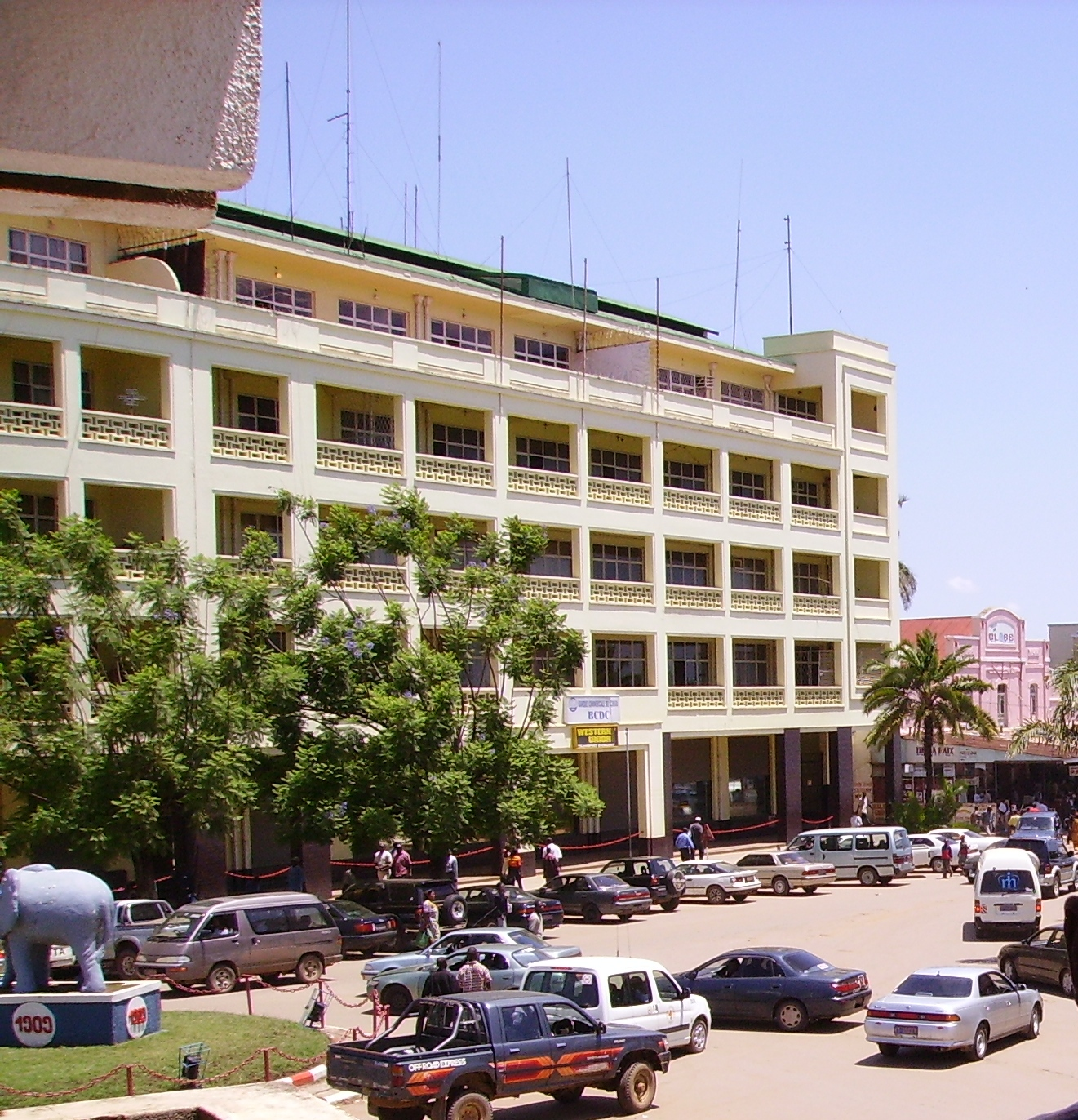
O edifício da agência de Lubumbashi do Banco Comercial do Congo, em 2006

Lubumbashi é uma grande produtora de cobre e exportadora de zinco, estanho, cobalto e carvão mineral. Possui um parque industrial têxtil e de alimentação, além de olarias. Também é um grande centro comercial.

## Infraestrutura

### Educação
Além da Universidade de Lubumbashi, também existe a Universidade Protestante de Lubumbashi, o Instituto Superior Pedagógico, o Instituto Superior de Estatística e o Instituto Superior de Estudos Sociais.

### Saúde
A cidade possui vários hospitais, dentre os mais importantes são o Hospital Gécamines Sul e o Hospital Sendwe.

### Transportes
A cidade é servida pelo Aeroporto Internacional de Lubumbashi, o principal aeródromo do sul do Congo.
Por via rodoviária, há saídas para o norte, por intermédio da Rota Nacional 05, em direção a Minga, Kalemie e Bukavu. Para o litoral há a Rodovia Beira–Lobito (ou Rota Nacional 01), que também leva a capital, Quinxassa. Essa mesma rota vai em direção a Zâmbia (via Sakania). Outra rodovia para a Zâmbia é pela Rota Nacional 37, via Kipushi.
Lubumbashi é uma dos principais estações ferroviárias do Congo, na medida em que serve como ponto de referência à Ferrovia Cabo-Cairo, que a liga a Ndola, Sakania, Ilebo e Kindu. Na mesma ferrovia, em Tenque, pode conectar-se ao Caminho de Ferro de Benguela, que a leva à Coluezi e ao porto do Lobito.

## Cultura e lazer
Na cidade existe um zoológico, um jardim botânico, a portentosa Catedral de São Pedro e São Paulo e o Museu Nacional de Lubumbashi.

### Desportos
Lubumbashi entrou para a história do futebol mundial no dia 14 de dezembro de 2010, a partir do apito final do árbitro holandês Bjorn Kuipers, na partida do Mazembê contra o S.C. Internacional, do Brasil, onde venceu o jogo pela contagem de 2 X 0, recebendo, assim, o direito de disputar a final do Mundial de Clubes da FIFA, inédita para o futebol africano. Em Lubumbashi, o Mazembe joga no Estádio Frederic Kibassa Maliba, também conhecido como "Municipal".

## Política e administração

### Cidades irmãs
É geminada com a cidade belga de Lieja, que está localizada na região francófona da Valônia.